# Blodsband (TV-serie)
Blodsband är en svensk dokumentärserie som hade premiär på SVT Play den 5 juni 2024.

## Handling
Serien kretsar kring artisten Daniela Rathana och nyhetsprogramledaren Alexander Letic när de söker efter sina rötter i Thailand och Brasilien. De har båda adopterade mammor. Danielas mamma Anna-Maria kom från Thailand till Sverige på 1970-talet och Alex mamma Raquel kom från Brasilien till Sverige i slutet av 1960-talet.

## Medverkande (i urval)
- Alexander Letic
- Daniela Rathana